# Combretum pyramidatum
Combretum pyramidatum är en tvåhjärtbladig växtart som beskrevs av Nicaise Auguste Desvaux. Combretum pyramidatum ingår i släktet Combretum och familjen Combretaceae. Inga underarter finns listade i Catalogue of Life.